# George William Edwards
George William Edwards (New York, 1891 – 1954) è stato un economista statunitense.
Docente all'università di New York e sacerdote dal 1944, fu autore di varie opere riguardante problemi bancari.